# 鶴田義隆
鶴田 義隆（つるた よしたか、1891年（明治24年）9月15日 - 1945年（昭和20年）8月1日）は、日本の内務官僚。新潟県長岡市長。

## 経歴
熊本県出身。1920年（大正9年）、東京帝国大学法学部を卒業。司法官試補、浦和区裁判所検事代理、警視庁警部・代々幡警察署長、地方警視・水戸警察署長、茨城県事務官・社寺兵事課長、福島県特別高等課長、香川県社寺兵事課長・知事官房主事、兵庫県商工水産課長、富山県都市計画課長・学務課長・社会教育課長、新潟県学務課長、鹿児島県農務課長・地方課長、神奈川県商工課長、佐賀県学務部長、和歌山県学務部長、同経済部長を歴任した。　
1944年（昭和19年）、青森県内政部長から長岡市長に転じ、戦時下の対応にあたったが、1945年8月1日の長岡空襲で殉職した。